# Olasz levelibéka
Az olasz levelibéka (Hyla intermedia) a kétéltűek (Amphibia) osztályának békák (Anura) rendjébe és a levelibéka-félék (Hylidae) családjába tartozó faj.

## Előfordulása
A faj Olaszországban,  Svájcban, Szlovéniában és valószínűleg San Marinóban él. Természetes élőhelye a mérsékelt égövi erdők, folyók, folyószakaszok, mocsarak, művelt földek, és városi területek. A fajra élőhelyének elvesztése jelent fenyegetést.